# Sala Duemila
La Sala Duemila è un teatro di Empoli.
Questa sala della Unicoop realizzata negli anni cinquanta ha ospitato il primo cineforum dell'area empolese e poi la sede di una radio privata.
Dall'inizio degli anni ottanta ospita il Laboratorio Teatrale Empolese e la Compagnia Giallomare Minimal Teatro che l'hanno resa una vera e propria sala teatrale dove vengono allestiti spettacoli, laboratori per ragazzi e adulti, corsi professionali, corsi di aggiornamento per docenti e prove di compagnia. Per la recente attività è da segnalare la "Rassegna Confini. Incontri tra nuovi linguaggi e nuovi pubblici".